# Gazena
Gazena là một chi bướm đêm thuộc họ Geometridae.